# Baltimore Ravens 2020
La stagione 2020 dei Baltimore Ravens è stata la 25ª della franchigia nella National Football League, la 13ª con John Harbaugh come capo-allenatore. La squadra veniva da un record di franchigia di 14 vittorie nella stagione precedente ma non riuscì a vincere il terzo titolo della AFC North consecutivo dopo una sconfitta contro i Pittsburgh Steelers nella settimana 12 dopo che 18 giocatori avevano contratto la COVID-19. Malgrado ciò, e una partenza con un record di 6-5, i Ravens vinsero le cinque gare rimanenti finendo 11–5, centrando i playoff per il terzo anno consecutivo. La squadra corse 3.071 yard, guidado la NFL per il secondo anno consecutivo.
Nei playoff i Ravens batterono i Tennessee Titans 20–13 nel turno delle wild card, vendicando la sconfitta nel divisional round dell'anno precedente. Quella vittoria fu la prima in carriera nei playoff per il quarterback Lamar Jackson. La loro stagione si concluse per mano dei Buffalo Bills la settimana successiva perdendo per 17–3.

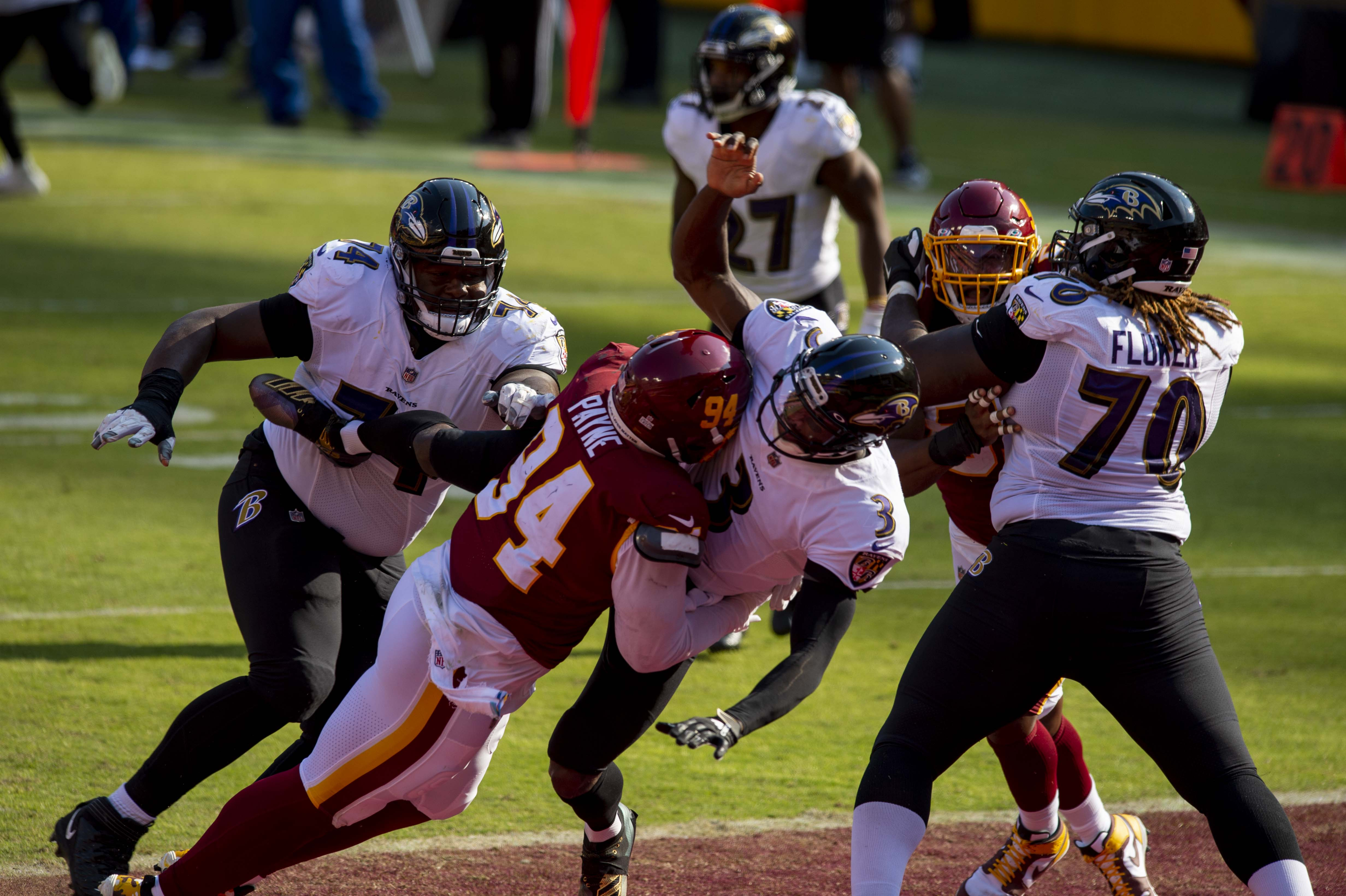
La partita della settimana 4 contro Washington

## Scelte nel Draft 2020
| Scelte dei Ravens nel Draft 2020 |        |                      |       |                   |
| Giro                             | Scelta | Giocatore            | Ruolo | College           |
| 1                                | 28     | Patrick Queen        | LB    | LSU               |
| 2                                | 55     | J.K. Dobbins         | RB    | Ohio State        |
| 3                                | 71     | Justin Madubuike     | DT    | Texas A&M         |
| 3                                | 92     | Devin Duvernay       | WR    | Texas             |
| 3                                | 98     | Malik Harrison       | LB    | Ohio State        |
| 3                                | 106    | Tyre Phillips        | OT    | Mississippi State |
| 4                                | 143    | Ben Bredeson         | OG    | Michigan          |
| 5                                | 170    | Broderick Washington | DT    | Texas Tech        |
| 6                                | 201    | James Proche         | WR    | SMU               |
| 7                                | 219    | Geno Stone           | S     | Iowa              |

## Roster
| Roster dei Baltimore Ravens nel 2020 |
| --- |
| Quarterback - 8 Lamar Jackson - 3 Robert Griffin III - 7 Trace McSorley Running Back - 27 J.K. Dobbins - 35 Gus Edwards - 43 Justice Hill - 21 Mark Ingram - 42 Patrick Ricard FB/DE Wide Receiver - 80 Miles Boykin - 15 Marquise Brown - 13 Devin Duvernay - 10 Chris Moore - 11 James Proche - 83 Willie Snead Tight End - 89 Mark Andrews - 86 Nick Boyle Offensive Linemen - 77 Bradley Bozeman G - 67 Ben Bredeson G - 78 Orlando Brown Jr. T - 70 D.J. Fluker G - 65 Patrick Mekari C - 74 Tyre Phillips T - 72 Ben Powers G - 68 Matt Skura C - 79 Ronnie Stanley T Defensive Linemen - 93 Calais Campbell DE - 71 Justin Ellis NT - 92 Justin Madubuike DE - 53 Jihad Ward DE - 96 Broderick Washington Jr. NT - 98 Brandon Williams NT - 95 Derek Wolfe DE Linebacker - 50 Otaro Alaka ILB - 49 Chris Board ILB - 54 Tyus Bowser OLB - 45 Jaylon Ferguson OLB - 58 L.J. Fort ILB - 40 Malik Harrison ILB - 99 Matthew Judon OLB - 90 Pernell McPhee OLB - 48 Patrick Queen ILB Defensive Back - 23 Anthony Averett CB - 36 Chuck Clark SS - 32 DeShon Elliott FS - 44 Marlon Humphrey CB - 41 Anthony Levine SS - 24 Marcus Peters CB - 22 Jimmy Smith CB - 26 Geno Stone SS - 25 Tavon Young CB Special Team - 46 Morgan Cox LS - 4 Sam Koch P - 9 Justin Tucker K Lista delle riserve - 88 Jake Breeland TE (NF-Inj.) - 37 Iman Marshall CB (IR) - 76 Andre Smith OT (Opt-out) - 16 De'Anthony Thomas WR (Opt-out) - 84 Antoine Wesley WR (IR) - 18 DeAndrew White WR (IR) Squadra di allenamento - 47 Jerrell Adams TE - 51 Aaron Adeoye OLB - 38 Terrell Bonds CB - 63 Trystan Colon-Castillo C - 69 Aaron Crawford DE - 31 Khalil Dorsey CB - 66 Will Holden G - 2 Tyler Huntley QB - 81 Jaylon Moore WR - 60 Nick Moore LS - 28 Jordan Richards SS - 97 Chauncey Rivers OLB - 39 Nigel Warrior SS - 57 Kristian Welch ILB - 34 Ty'Son Williams RB - 87 Eli Wolf TE 53 attivi, 6 inattivi, 16 nella squadra di allenamento |
| Legenda - I rookie sono in corsivo. - Il primo ruolo è il principale mentre gli eventuali successivi indicano i ruoli secondari. - (IR) sta per Injured Reserve ed indica la lista ristretta per un solo giocatore infortunato che può tornare ad allenarsi dopo la settimana 6 e a rientrare in prima squadra dopo che questa ha giocato 8 partite. - (NF-Inj.) / (NF-Ill.) stanno rispettivamente per Non-Football Injured e Non-Football Illness ed indicano le liste dove viene inserito un giocatore che ha un infortunio o una malattia non dipendente dal football americano. - (PUP) sta per Physically Unable to Perform ed indica la lista dove viene inserito un giocatore mentre è in attesa di recuperare la condizione fisica. Nella stagione regolare dopo la sesta partita giocata dalla propria squadra, il giocatore ha tempo tre settimane per riprendere ad allenarsi, più tre settimane aggiuntive dal suo rientro agli allenamenti per rientrare in prima squadra. |

## Calendario

### Pre-stagione
Il calendario della fase prestagionale è stato annunciato il 7 maggio 2020. Tuttavia, il 27 luglio 2020, il commissioner della NFL Roger Goodell ha annunciato la cancellazione totale della prestagione, a causa della pandemia di Covid-19.

### Stagione regolare
| Stagione regolare |                    |                             |                    |                    |                         |                    |
| Turno             | Data               | Avversario                  | Risultato          | Record             | Stadio                  | Sintesi            |
| 1                 | 13 settembre       | Cleveland Browns            | V 38–6             | 1–0                | M&T Bank Stadium        | Recap              |
| 2                 | 20 settembre       | at Houston Texans           | V 33–16            | 2–0                | NRG Stadium             | Recap              |
| 3                 | 28 settembre       | Kansas City Chiefs          | S 20–34            | 2–1                | M&T Bank Stadium        | Recap              |
| 4                 | 4 ottobre          | at Washington Football Team | V 31–17            | 3–1                | FedExField              | Recap              |
| 5                 | 11 ottobre         | Cincinnati Bengals          | V 27–3             | 4–1                | M&T Bank Stadium        | Recap              |
| 6                 | 18 ottobre         | at Philadelphia Eagles      | V 30–28            | 5–1                | Lincoln Financial Field | Recap              |
| 7                 | Settimana di pausa | Settimana di pausa          | Settimana di pausa | Settimana di pausa | Settimana di pausa      | Settimana di pausa |
| 8                 | 1 novembre         | Pittsburgh Steelers         | S 24–28            | 5–2                | M&T Bank Stadium        | Recap              |
| 9                 | 8 novembre         | at Indianapolis Colts       | V 24–10            | 6–2                | Lucas Oil Stadium       | Recap              |
| 10                | 15 novembre        | at New England Patriots     | S 17–23            | 6–3                | Gillette Stadium        | Recap              |
| 11                | 22 novembre        | Tennessee Titans            | S 24–30 (dts)      | 6–4                | M&T Bank Stadium        | Recap              |
| 12                | 2 dicembre         | at Pittsburgh Steelers      | S 14–19            | 6–5                | Heinz Field             | Recap              |
| 13                | 8 dicembre         | Dallas Cowboys              | V 34–17            | 7–5                | M&T Bank Stadium        | Recap              |
| 14                | 14 dicembre        | at Cleveland Browns         | V 47–42            | 8–5                | FirstEnergy Stadium     | Recap              |
| 15                | 20 dicembre        | Jacksonville Jaguars        | V 40–14            | 9–5                | M&T Bank Stadium        | Recap              |
| 16                | 27 dicembre        | New York Giants             | V 27–13            | 10–5               | M&T Bank Stadium        | Recap              |
| 17                | 3 gennaio          | at Cincinnati Bengals       | V 38–3             | 11–5               | Paul Brown Stadium      | Recap              |

Note: gli avversari della propria division sono in grassetto.

### Playoff
| Playoff    |            |                         |           |        |                |         |
| Turno      | Data       | Avversario              | Risultato | Record | Stadio         | Sintesi |
| Wild Card  | 10 gennaio | at Tennessee Titans (4) | V 20–13   | 1–0    | Nissan Stadium | Recap   |
| Divisional | 16 gennaio | at Buffalo Bills (2)    | S 3–17    | 1–1    | Bills Stadium  | Recap   |

## Premi

### Premi settimanali e mensili
- Lamar Jackson:

giocatore offensivo della AFC della settimana 1
giocatore offensivo della AFC della settimana 14
- Patrick Queen:

difensore della AFC della settimana 5
- Calais Campbell:

difensore della AFC della settimana 6